# Ninjak vs. the Valiant Universe
Ninjak vs. the Valiant Universe est un film de super-héros américain inspiré par le comics publié par Valiant Comics. Le rôle principal est joué par Michael Rowe. Ninjak dans ce film doit combattre ses anciens alliés qui sont tous des super-héros. D'abord produit comme une web-série de six épisodes en avril 2018, il est repris en un film complet le 26 mars 2020 sur la chaîne Youtube de Valiant pour promouvoir le film Bloodshot,.

## Synopsis
Colin King / Ninjak est le meilleur agent du MI6. Un assassin, Roku, le force à trahir ses alliés.

## Interprètes
- Michael Rowe :  Ninjak[3]
- John Morrison : Eternal Warrior[4]
- Chantelle Barry : Roku[4]
- Ciera Foster : Livewire[4]
- Kevin Porter : Armstrong[4]
- Alex Meglei : Archer
- Damion Poitier : Shadowman
- Craig Robert Young : Neville Alcott
- Jason David Frank : Bloodshot[4]
- Derek Theler : X-O Manowar[4]

## Production et promotion
En 2016 est annoncée une série dont le personnage principal est Ninjak joué par Michael Rowe. Les autres acteurs (Jason David Frank, John Morrison, Derek Theler, etc.) et personnages (Archer & Armstrong, Timewalker, Faith, Divinity et Savage) sont révélés peu à peu,,. Le 21 avril 2018 paraît le premier épisode sur le site ComicBook.com suivi de cinq épisodes quotidiens.